# Woodstock (Illinois)

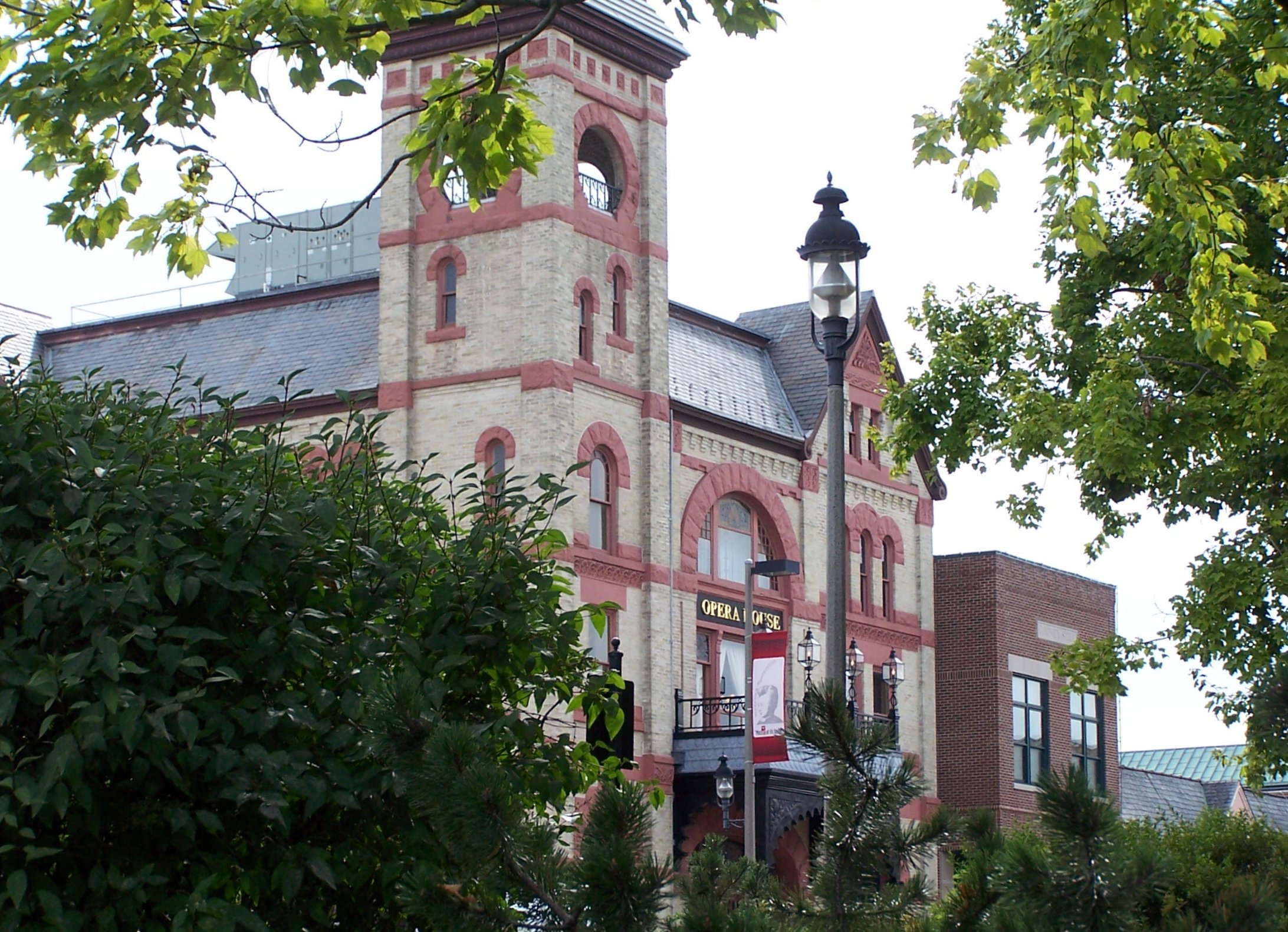
O Woodstock Opera House, em 2007.

Woodstock é uma cidade, sede do Condado de McHenry, no estado de Illinois, nos Estados Unidos. Está localizada a 82 km a noroeste de Chicago e sua população em 2017 era de 25.528 habitantes.
É uma cidade histórica, com seu centro urbano mantendo as características de meados do século XIX que a fizeram ser considerada um dos doze destinos distintos do país em 2007, pela organização não-governamental National Trust for Historic Preservation.
Foi a cidade onde viveu e morreu Chester Gould, criador de Dick Tracy; ali estudou Orson Welles num internato católico e também tiveram sua estreia no palco o ator Paul Newman e o músico Shelley Berman na histórica Woodstock Opera House. Lá também nasceu a atriz e escritora ianque-brasileira Tamara Taxman.
Foi cenário de filmes como Planes, Trains & Automobiles e Groundhog Day, sendo este último um grande impulsionador do turismo na cidade.